# Sarıağaççayı, Boyabat
Sarıağaççayı là một xã thuộc huyện Boyabat, tỉnh Sinop, Thổ Nhĩ Kỳ. Dân số thời điểm năm 2011 là 1.434 người.